# Strandkarse
Strandkarse (Lepidium latifolium), ofte skrevet strand-karse, er en flerårig, 50-100 cm høj, glat plante i korsblomst-familien. Stængelbladene er lancetformede med kileformet grund og kan være op til 10 cm lange. Blomsterne sidder i tætte, grenede klaser og er 4-5 mm. Skulperne er fint hårede og ovale.
I Danmark er strandkarse almindelig i den sydlige del af landet på strandenge og strandvolde. Den blomstrer i juli og august.